# Peter Mullins (Leichtathlet)
Peter Mullins (Peter Morgan Mullins; * 9. Juli 1926 in Bondi; † 13. April 2012 in Sydney) war ein australischer Zehnkämpfer. Nach seiner Auswanderung nach Kanada war er Basketballspieler und -trainer.
Bei den Olympischen Spielen 1948 in London wurde er Sechster mit dem nationalen Rekord von 6739 Punkten (6334 Punkte in der heutigen Wertung).
1949 wurde er Australischer Meister im Hochsprung und 1950 im Kugelstoßen.
Bei den Basketball-Weltmeisterschaft 1959 gehörte er zur kanadischen Mannschaft. Von 1963 bis 1982 war er Basketballtrainer der University of British Columbia.